# خاتم الزمرد (رواية قصيرة)
خاتم الزمرد، بالفرنسية Le Cabochon d'émeraude، رواية قصيرة بوليسية من تأليف موريس لوبلان وظهرت فيها شخصية أرسين لوبين، نشرت لأول مرة في مجلة Les Annales Politiques et Littéraires في 15 نوفمبر/تشرين الثاني 1930، وفي العديد من الإصدارات اللاحقة تم نشرها رفقة الرواية القصيرة «الرجل ذو بشرة العنزة».

## ملخص الرواية القصيرة
الأميرة أولغا تتباهى أمام أصدقائها بمعرفتها لأرسين لوبين، وتحكي لهم كيف أنها كانت جزءا من أحد مغامراته.

## روابط خارجية
باللغة الفرنسية
- تحميل الرواية القصيرة مجانا.
- الرواية القصيرة على شكل كتاب مسموع.